# Neues Testament
| Neues Testament |
| --- |
| Evangelien |
| - Matthäus - Markus - Lukas - Johannes |
| Apostelgeschichte |
| Paulusbriefe |
| - Römer - 1. Korinther - 2. Korinther - Galater - Epheser - Philipper - Kolosser - 1. Thessalonicher - 2. Thessalonicher - 1. Timotheus - 2. Timotheus - Titus - Philemon - Hebräer |
| Katholische Briefe |
| - Jakobus - 1. Petrus - 2. Petrus - 1. Johannes - 2. Johannes - 3. Johannes - Judas                                                                                                 |
| Offenbarung |

Das Neue Testament, abgekürzt NT, ist eine Sammlung von 27 Schriften des Urchristentums in griechischer Sprache, die erstmals in einem Brief von Athanasius, einem Bischof von Alexandria, aus dem Jahr 367 n. Chr. nachgewiesen ist. Sie verkünden Jesus von Nazareth als den zur Rettung Israels und der Welt (κόσμος) gekommenen Christlichen Messias und Sohn Gottes.
Diese neutestamentlichen Schriften in griechischer Sprache beziehen sich oft auf alttestamentliche Schriften in griechischer Sprache. Die Schriften des Alten Testaments und Neuen Testaments bilden insgesamt die Christliche Bibel; diese existiert in Varianten, welche von den verschiedenen Christlichen Konfessionen als Wort Gottes und Grundlage ihres Glaubens betrachtet werden.
Der Begriff Testament ist abgeleitet von lateinisch testamentum; das ist eine Übersetzung von hebräisch בְּרִית berît bzw. altgriechisch διαθήκη diathēkē, deutsch ‚Bund‘. Anstelle vom „Neuen Testament“ wird daher gelegentlich auch von den „Schriften des Neuen Bundes“ gesprochen.
Die Schriften des NT lassen sich in vier Textgattungen einteilen: Erstens die vier Evangelien, die Jesu Leben, Sterben und Auferstehen erzählend entfalten, zweitens die Apostelgeschichte, drittens 21 Briefe an christliche Gemeinden und Mitarbeiter sowie viertens eine Apokalypse, die Johannesoffenbarung. Insgesamt enthält das NT rund 140.000 Wörter; weil den Schreibern der Antike und des Mittelalters Fehler unterliefen, hat es ungefähr 400.000 nicht authentische Änderungen.

## Begriff
Der Begriff entwickelte sich aus dem griechischen καινὴ διαθήκη kainē diathēkē, was „neuer Bund“ heißt und ins Lateinische mit Novum Testamentum übersetzt wurde. Der Bund zwischen Gott und seinem Volk Israel ist ein zentrales Thema des Tanach (Ex 19,5 ). Nach dem Lukasevangelium verwendet Jesus Christus den Ausdruck beim letzten Abendmahl (Lk 22,20 ). Der Begriff erscheint dort wahrscheinlich in Anlehnung an das Wort des Propheten Jeremia: „Seht, es werden Tage kommen – Spruch des Herrn –, in denen ich mit dem Haus Israel und dem Haus Juda einen neuen Bund schließen werde.“ (Jer 31,31 )
Die Schriften des Neuen Testaments wurden in griechischer Sprache aufgezeichnet (Novum Testamentum Graece). Dabei handelt es sich um das sogenannte Koine-Griechisch. Die Semitismen der eingeflossenen griechischen Sprache der biblischen Septuaginta nennt man Bibelgriechisch. Manchmal wird diskutiert, ob Teile des Neuen Testaments ursprünglich in Aramäisch verfasst seien, der Sprache Jesu und der ersten Christen. Es gibt für solche Annahmen jedoch keine antiken Textzeugnisse; alle neutestamentlichen Handschriften, auch die ältesten, sind in griechischer Sprache verfasst.
Gemäß dem Hebräerbrief beginnt der neue Bund zwischen Gott und den Menschen mit dem Tod von Jesus von Nazaret:

„Und darum ist er [Jesus] der Mittler eines neuen Bundes; sein Tod hat die Erlösung von den im ersten Bund begangenen Übertretungen bewirkt, damit die Berufenen das verheißene ewige Erbe erhalten. Wo nämlich ein Testament vorliegt, muss der Tod des Erblassers nachgewiesen werden; denn ein Testament wird erst im Todesfall rechtskräftig und gilt nicht, solange der Erblasser noch lebt.“

In dieser Übersetzung wird der griechische Begriff διαθήκη zunächst als „Bund“, dann als „Testament“ wiedergegeben. Die Übersetzung reflektiert so die zwei Bedeutungsebenen des christlichen Begriffs. Jesus wird in den Schriften des Neuen Testaments als praktizierender und beschnittener Jude dargestellt, der die Gebote und die Weisheiten des Tanach lehrt. Der Neue Bund beginnt somit nach der Erzählung von Tod und Auferstehung Jesu Christi zum Ende der christlichen Evangelien.
Die Beziehung von „Altem“ zu „Neuem“ Bund bzw. Testament ist ein wichtiges Thema im christlich-jüdischen Dialog. Von jüdischer Seite werden die Begriffe teilweise als wertend empfunden. Daher wird das Alte Testament auch als „Erstes Testament“ bezeichnet, um dem Verständnis der Ablösung des Alten Testaments durch das Neue entgegenzuwirken. Eine analoge Bezeichnung des Neuen Testaments als „Zweites Testament“ erfolgt jedoch eher selten.

## Bibelkundlicher Überblick über das NT
| NT-Bücher                                 | Zeilen    | %      |
| ----------------------------------------- | --------- | ------ |
| Matthäus                                  | 2.354     | 13,10  |
| Markus                                    | 1.487     | 8,30   |
| Lukas                                     | 2.550     | 14,20  |
| Synoptiker                                | Σ= 6.391  | 35,50  |
| Johannes                                  | 1.868     | 10,40  |
| 4 Evangelien                              | Σ= 8.259  | 45,90  |
| Apostelgeschichte                         | 2.443     | 13,60  |
| Römer                                     | 917       | 5,10   |
| 1Korinther                                | 851       | 4,70   |
| 2Korinther                                | 577       | 3,20   |
| Galater                                   | 289       | 1,60   |
| Epheser                                   | 313       | 1,70   |
| Philipper                                 | 217       | 1,20   |
| Kolosser                                  | 210       | 1,20   |
| 1Thessalonicher                           | 197       | 1,10   |
| 2Thessalonicher                           | 104       | 0,58   |
| 1Timotheus                                | 240       | 1,30   |
| 2Timotheus                                | 175       | 1,00   |
| Titus                                     | 101       | 0,56   |
| Philemon                                  | 44        | 0,24   |
| Paulusbriefe                              | Σ= 4.235  | 23,50  |
| Hebräer                                   | 717       | 4,00   |
| Jakobus                                   | 232       | 1,40   |
| 1Petrus                                   | 250       | 1,40   |
| 2Petrus                                   | 156       | 0,87   |
| 1Johannes                                 | 256       | 1,40   |
| 2Johannes                                 | 32        | 0,18   |
| 3Johannes                                 | 31        | 0,17   |
| Judas                                     | 68        | 0,38   |
| katholische Briefe                        | Σ= 1.025  | 5,70   |
| Offenbarung                               | 1.319     | 7,30   |
| NT insgesamt                              | Σ= 17.998 | 100,00 |
| Nach Graf-Stuhlhofer: Gebrauch der Bibel. |           |        |

### Die vier Evangelien
Das NT beginnt mit den vier kanonischen Evangelien nach Matthäus, Markus, Lukas und Johannes. Obwohl die Evangelien am Anfang moderner Bibelausgaben stehen, sind sie doch erst nach den Paulusbriefen entstanden. Inhaltlich wollen sie der guten Nachricht (εὐαγγέλιον ‚Evangelium‘) von der Versöhnung der Menschen mit Gott in Jesus Christus Ausdruck geben. Dazu sammeln sie Reden und Begebenheiten hauptsächlich aus der Zeitspanne vom ersten öffentlichen Auftreten Jesu bis zu seinem Tod und der Auferstehung. Die Darstellung der letzten Tage bis zu seiner Kreuzigung ist besonders ausführlich. Enthalten sind viele Sprüche und zusammengefasste Reden sowie Wundergeschichten, theologische Deutungen, Parabeln und Dialoge zwischen Jesus, seinen Anhängern und seinen Gegnern und Geschichten über seine Auferstehung von den Toten.

### Die Apostelgeschichte
Die Apostelgeschichte des Lukas (auch „Acta Apostolorum“) ist die Fortsetzung des Evangeliums nach Lukas vom selben Verfasser. Zentrale Punkte sind das Pfingstereignis und die Aussendung der Jünger. Die „Taten der Apostel“, wie der griechische Titel übersetzt lautet, enthalten Geschichten über die ersten Märtyrer Stephanus und Jakobus den Gerechten, einen Bruder Jesu. Darüber hinaus vermittelt der Text Informationen über die Urgemeinde in Jerusalem (Jerusalemer Urgemeinde) und über das Leben der ersten Christen. Die zweite Hälfte beschäftigt sich hauptsächlich mit dem Apostel Paulus. Berichtet wird seine Anfangszeit als Verfolger der Christengemeinde, seine Bekehrung und seine Missionsarbeit in Kleinasien und Europa. Die Apostelgeschichte endet mit der letzten Station des Paulus in Rom. Das Ende des Paulus wird vorausgesetzt, jedoch nicht mitgeteilt. Die handschriftliche Überlieferung kombinierte die Apostelgeschichte häufig mit den katholischen Briefen zu einem gemeinsamen Textcorpus.

### Die Briefe
Von den 27 Schriften des NT sind 21 selbstständige Briefe, die üblicherweise nach tatsächlicher bzw. vermeintlicher Verfasserschaft, Funktion oder Adressatenkreis klassifiziert werden.

#### Die Paulusbriefe
Im Neuen Testament finden sich eine Reihe von Schriften, die als Verfasser den Apostel Paulus angeben, die Paulusbriefe (Corpus Paulinum). Mindestens sieben dieser Briefe gelten als mit Sicherheit von Paulus verfasst, für die anderen wird mit unterschiedlich gewichtigen Gründen eine spätere Verfasserschaft von Schülern des Paulus angenommen.
Zu den „echten“ Paulusbriefen zählen der Römerbrief, beide Korintherbriefe, der Galaterbrief, Philipperbrief, erster Thessalonicherbrief und der Brief an Philemon. Als „Deuteropaulinen“ gelten der zweite Thessalonicherbrief, Epheserbrief, beide Briefe an Timotheus und der Brief an Titus. Die paulinische Verfasserschaft des Kolosserbriefes ist umstritten. Die protopaulinischen Briefe sind die frühesten Schriften des Neuen Testaments.
Oftmals ordnet man die Briefe in Kategorien ein. Die „Gefangenschaftsbriefe“ wurden nach den Angaben in den Briefen des Paulus aus dem Gefängnis geschrieben. Die drei sogenannten Pastoralbriefe geben Antworten auf Leitungs- und Gemeindefragen. Inhaltlich befassen sich die Paulusbriefe mit theologischen Fragen, mit den Zuständen in den Gemeinden, mit ethischen Fragen, mit inhaltlichen Differenzen der ersten christlichen Gruppen und mit der Abwehr von Irrlehren.

#### Der Brief an die Hebräer
Der Hebräerbrief spielt eine Sonderrolle unter den Briefen des Neuen Testaments. Er nennt selbst keinen Verfasser. Die Alte Kirche nahm an, Paulus sei der Verfasser. Diese Vorstellung wurde jedoch in der modernen Bibelwissenschaft weitgehend aufgegeben. Der Verfasser ist anonym, was aber nicht bedeutet, dass der Brief inhaltlich weniger bedeutsam ist. Da der Hebräerbrief als Paulusbrief betrachtet wurde, wurde er so Bestandteil des Corpus Paulinum. Aus textkritischer Betrachtung gehört daher der Hebräerbrief nach wie vor zum Corpus Paulinum, während die darin vertretene Theologie sich in ihrer Ausrichtung deutlich von Paulus unterscheidet.

#### Die katholischen Briefe
Die so genannten „katholischen Briefe“ sind nicht an eine bestimmte Person oder Gemeinde gerichtet, sondern an viele Christen oder an die Christenheit allgemein. Die Bezeichnung „katholisch“ bezieht sich hier nicht auf die römisch-katholische Kirche, sondern auf das griechische Wort καθολικός katholikos, deutsch ‚gemäß dem Ganzen‘, was „allgemein“ oder „umfassend“ bedeutet. Die katholischen Briefe nennen Petrus oder Johannes (also die bekanntesten der zwölf Apostel) sowie Jakobus oder Judas (wohl Brüder/Verwandte Jesu) als Verfasser. Die meisten Theologen halten diese Verfasserangaben jedoch für unzutreffend und betrachten diese Briefe als Pseudepigraphen.

### Die Offenbarung des Johannes
Die Offenbarung des Johannes enthält die Visionen des Verfassers Johannes in Form eines Briefes.
Als die wohl bekannteste Darstellung in der Offenbarung des Johannes lassen sich die vier apokalyptischen Reiter als Boten des Jüngsten Gerichts bezeichnen. Aufgrund der Datierung der Offenbarung des Johannes sieht der Neutestamentler Karl-Heinrich Ostmeyer hier einen Zusammenhang zwischen den vier apokalyptischen Reitern und den vier Zirkusparteien der römischen Wagenlenker. Mit dem Bild der apokalyptischen Reiter wurden die Hoffnungen und Ideale, die mit den vier Zirkusparteien in Verbindung gebracht wurden, durch den Apokalyptiker Johannes als fehlgeleitet enttarnt.

### Autoren
Die Autorenschaft der meisten der 27 Bücher des Neuen Testaments ist umstritten oder aller Wahrscheinlichkeit nach falsch angegeben. Nur bei sieben Büchern besteht Konsens darüber, dass der Text von dem in ihm genannten Verfasser stammt, nämlich von Paulus von Tarsus. Es sind dies der Römerbrief, die beiden Briefe an die Korinther, der Galater-, der Philipper-, der erste Thessalonicherbrief und der Brief an Philemon. Umstritten ist die Verfasserschaft der angeblich paulinischen Briefe an die Kolosser und Epheser, beim 2. Brief des Paulus an die Thessalonicher und beim ersten Petrusbrief. Der Hebräerbrief gibt als einziges Buch des Neuen Testaments keinen Verfasser an, wurde aber kanonisiert, weil er als Werk des Paulus galt. Die Inauthentizität der höchstwahrscheinlich pseudoepigraphischen 15 übrigen Bücher des Neuen Testaments lässt sich in drei Gruppen einteilen: Einige, wie die vier Evangelien und die Apostelgeschichte, waren zunächst anonym im Umlauf und wurden erst später den in ihnen genannten Verfassern zugeschrieben. Bei anderen basiert die Autorschaft womöglich auf einer Namensverwechslung: Demnach wurden die Verfasser des Jakobus- und des Judasbriefs sowie der Offenbarung des Johannes irrtümlich mit den Jüngern identifiziert, die dieselben Namen trugen. Andere schließlich wurden wohl absichtlich unter falschem Namen verfasst, um sich die Autorität eines Apostels zuzuschreiben. Dies ist nach herrschender Meinung in der Bibelwissenschaft bei den Pastoralbriefen und dem 2. Brief des Petrus der Fall.

## Geschichte und Kanonisierung des Neuen Testaments
Zu Beginn waren die einzelnen Schriften des Neuen Testaments in christlichen Gemeinden unabhängig voneinander im Umlauf. Eine erste Sammlung stellt vermutlich das Corpus Paulinum dar, denn es ist bekannt, dass gegen Ende des 1. Jahrhunderts paulinische Briefe zusammengefasst worden sind, um sie zu erhalten. Diese Zusammenfassungen zirkulierten in einigen Gemeinden. Aus dem zweiten bis vierten Jahrhundert sind verschiedene Zusammenstellungen der kanonischen Schriften erhalten, der Kanon Muratori sowie Kanonlisten von Irenäus, Origenes, Eusebius von Caesarea, Kyrill von Jerusalem und Gregor von Nazianz.
Die formale Kanonisierung des Neuen Testaments fand im vierten Jahrhundert statt. Als wichtigstes Schreiben in der Geschichte des neutestamentlichen Kanon gilt dabei der 39. Osterfestbrief des Bischofs Athanasius von Alexandria aus dem Jahr 367, der die bis heute in allen christlichen Kirchen anerkannten 27 Schriften des Neuen Testaments aufzählt und als für die Kirche verbindlich einstuft. Bestätigt wird dieses durch das Decretum Gelasianum, das außerdem bestimmte Schriften anerkennt, sie aber nicht zum Kanon zählt und andere definitiv ausscheidet.
Unumstritten waren immer die vier kanonischen Evangelien, die Apostelgeschichte, die Paulusbriefe, die Pastoralbriefe und der 1. Brief des Johannes. Teilweise angezweifelt, aber schließlich anerkannt wurden der Hebräerbrief, der Brief des Jakobus, der 1. und 2. Brief des Petrus, der 2. und 3. Brief des Johannes, der Brief des Judas und die Offenbarung des Johannes.
Einige Schriften wurden teilweise anerkannt, aber schließlich nicht ins Neue Testament aufgenommen: der 1. und 2. Clemensbrief, die Didache, der Barnabasbrief, der Hirte des Hermas, das Hebräerevangelium, die Offenbarung des Petrus. Die übrigen neutestamentlichen Apokryphen sind in keiner Kanonliste aufgeführt.

## Bedeutung
Das Neue Testament gehört zu den einflussreichsten Werken der Weltliteratur; es prägte insbesondere die europäische und die amerikanische Kultur. Es ist die Grundlage für die Ausbreitung des Christentums, zunächst nach Jesu Tod in Europa und mit der Kolonialisierung auch in der ganzen Welt. Zahlreiche Kunst- und Musikwerke verarbeiten Motive und Texte aus dem Neuen Testament.
Als Bestandteil der Bibel ist das Neue Testament die Grundlage für den christlichen Glauben in den unterschiedlichen Ausprägungen. Texte aus dem Neuen Testament werden regelmäßig im christlichen Gottesdienst gelesen und sind wesentlicher Bestandteil der Liturgie. Auch für den persönlichen Glauben der Christen spielen sie eine wichtige Rolle.
Mit der Neutestamentliche Bibelwissenschaft existiert ein eigenständiger Fachbereich innerhalb der Theologie, der sich mit dem Neuen Testament befasst.

## Antijudaismus
Antijudaismus ist allgemein definiert als Judenfeindschaft im Christentum aus religiösen Motiven. Die NT-Schriften enthalten Antijudaismus der Urchristen gegen damalige Juden. Von den späteren Heidenchristen gingen Entrechtung, Unterdrückung und Verfolgung aller Juden aus, die mit antijüdischen NT-Schriften gerechtfertigt wurden.
Beispiele
- Mt 27,25 EU („Blutfluch“ der Jerusalemer Juden)
- Joh 8,44 EU (Jesus sagt über aktuelle Gegner, sie hätten den „Teufel als Vater“, siehe Ritualmordlegende)
- 1 Thess 2,14-16 EU (Paulus predigt Haß – jüdische Gegner seiner Völkermission seien „Mörder Jesu“ und „Feinde aller Menschen“)

Der spätere gesamtkirchliche Antijudaismus ging aus dem Antijudaismus im NT hervor.